# Walter Meza
Walter Meza (Buenos Aires, 8 de diciembre de 1966)  es un cantante argentino de heavy metal, más conocido por ser el vocalista de Horcas, desde 1997 hasta la actualidad.

## Biografía
Walter Darío Meza nació en Capital Federal, y vivió sus primeros años en la localidad de San Justo, en el partido de La Matanza. canto A comienzos de los años 1980 Integró Delay, junto a Pablo Mondello, actual guitarrista de Massacre y fue parte de Samurai y Heinkel. Formó Jeriko, junto a algunos de sus excompañeros de Heinkel y otros de Retrosatan.
Luego dejó el grupo en 1995 y dos años más tarde, en 1997, entró como cantante en Horcas, la banda del exguitarrista de V8, Osvaldo Civile, donde continúa hasta el día de hoy. 
Junto a Horcas grabó los discos Vence (1997), Eternos (1999), Horcas (2002), Horcas vive (2003), Demencial (2004), Asesino (2006), Reviviendo huestes (2008) y Por tu honor (2013). Participó también de varias giras por Argentina y diversos países de Latinoamérica, incluyendo: Chile, Uruguay, Paraguay, Brasil, Bolivia, Ecuador, Colombia, Venezuela, México y España. 
Siendo parte de Horcas, fue soporte de bandas internacionales como Pantera, Slayer, Iron Maiden, Sepultura, Stratovarius, Soulfly, Exodus, Angra, Megadeth, Metallica y Black Sabbath.
Fue conductor del ciclo de heavy metal "MTL", programa de cable de "CM".
Es propietario de su propia casa de rock, ventas de instrumentos musicales y escuela de música, llamado "Meza Music" en San Fernando, Buenos Aires.
Actualmente sigue siendo el cantante de Horcas con giras por todo el país y Latinoamérica.

## Discografía

### Con Jeriko
- 1994 - Bajo mi Ley (demo)
- 2004 - Jerikó

### Con Horcas
- 1997 - Vence
- 1999 - Eternos
- 2002 - Horcas
- 2003 - Horcas vive
- 2004 - Demencial
- 2006 - Asesino
- 2008 - Reviviendo huestes
- 2010 - La maldición continúa
- 2013 - Por tu honor
- 2018 - Gritando verdades
- 2024 - El Diablo

### Participaciones
- 2001 - «Brigadas metálicas» - V8 no murió - Tributo a V8
- 2002 - «Angus Young» - "Botanika" - Kapanga
- 2003 - «Creeping Death» - Matenlos a todos - Tributo a Metallica
- 2004 - «Turbo Lover» - Acero argentino - Tributo a Judas Priest
- 2005 - «Ruedas de metal» - Que sea Rocka - Tributo a Riff
- 2008 - «Instalado» – Sin Dirección – Vikingo
- 2021 - «Destrucción y Soledad» – Viaje al Cosmos II - Hugo Bistolfi[5]